# Mathias Boe
Mathias Boe (født 11. juli 1980 i Frederikssund) er en dansk badmintonspiller, der har specialiseret sig i double. Boe, der er venstrehåndet, har opnået sine bedste resultater i herredouble sammen med Carsten Mogensen. Parret har blandt andet vundet sæsonfinalen i BWF Super Series i begyndelsen af 2011. Mathias Boe har fået registreret et smash på 404 km/t.
Carsten Mogensen og Mathias Boe vandt i 2011 og 2015 All England i herredouble, og i 2012 vandt parret sølvmedalje ved OL i London efter finalenederlag til kineserne Cai Yun og Fu Haifeng. Boe og Mogensen deltog også i OL 2016, hvor de blev elimineret i gruppespillet.